# Informaciona tehnologija
Informacionu tehnologiju (IT) (engl. information technology (IT)) Američka asocijacija za informacione tehnologije definiše kao "izučavanje, projektovanje, razvoj, implementacija (sprovođenje) i podrška ili upravljanje računarskim informacionim sistemima (IS), softverskim aplikacijama i hardverom". IT koriste računare i računarske programe da pretvore, uskladište (smeste), štite, obrade, bezbedno šalju i primaju informacije.
Termin (pojam) „informaciona tehnologija” često obuhvata i znatno šire polje oblasti tehnologije. Sve one aktivnosti kojima se IT profesionalci bave, od instalacija aplikativnih programa do projektovanja složenih računarskih mreža i informacionih sistema. Neke od tih aktivnosti su: umrežavanje i inženjering računarskog hardvera, dizajniranje softvera i baza podataka, kao i upravljanje i administracija informacionim sistemom.‍:869 Informaciona tehnologija je opšti termin koji opisuje tehnologiju koja pomaže proizvodnji, manipulaciji, skladištenju, komunikaciji i distribuciji informacija.
Prvi koji je upotrebio termin „Informacione tehnologije” bio je Džim Domsik iz Mičigena i to novembra 1981. godine. Termin je upotrebio kako bi modernizovao do tada korišćeni izraz „obrada podataka”. U to vreme Domsik je radio kao računarski menadžer u automobilskoj industriji.
Standarde u ovoj oblasti definisale su organizacije ABET i ACM.
U svojoj osnovi, informaciona tehnologija (IT) se bavi poboljšanjem različitih ljudskih napora u rješavanju problema kroz projektovanje, razvoj i korišćenje tehnološki zasnovanih sistema i procesa koji poboljšavaju efikasnost i efektivnost informacija i relevantnih znanja u različitim strateškim, taktičkim i operativnim situacijama. U idealnom slučaju, to se postiže kroz obraćanje pažnje na informacione potrebe ljudi u rješavanju problema i zadataka, u pružanju tehnoloških pomagala, uključujući računarske sisteme zasnovane na hardveru i softveru i procese u vezi, koji pomažu u ovim zadacima. Aktivnosti informacione tehnologije dopunjuju i poboljšavaju, ali takođe prevazilaze granice tradicionalnog inženjeringa, stavljajući naglasak na informacione osnove inženjerskih aktivnosti, nasuprot zasnivanju na fizičkim naukama u tradicionalnim inženjerskim poduhvatima.
Informaciona tehnologija se sastoji od hardvera i softvera koji omogućava pribavljanje, predstavljanje, skladištenje, prenos i korišćenje informacija. Uspješnost u informacionoj tehnologiji zavisi od sposobnosti da se nosimo sa ukupnom arhitekturom sistema, njegovih interfejsa sa ljudima i organizacijama i veza sa spoljašnjim okruženjima. Takođe je kritična njegova sposobnost da informacije pretvara u znanje.
Početni napori u pružanju sistema zasnovanih na informacionim tehnologijama, bili su u vezi sa implementacijom i korišćenjem novih tehnologija za podršku kancelarijskim poslovima. Oni su evoluirali od električnih pisaćih mašina i elektronskih računovodstvenih sistema ka naprednom tehnološkom hardveru kao što je faksna mašina i lični računar koji obavljaju važne funkcije među kojima su elektronska obrada spisa, računovodstvo i obrada teksta. Današnji glavni aspekt informacionih tehnologija tiče se umrežavanja i interneta.

## Istorijski razvoj informacione tehnologije
U ranim danima ljudske civilizacije, razvoj je bio moguć jedino kroz ljudski napor odnosno rad. Ljudska sposobnost za korišćenje prirodnih resursa, dovela je do toga da se čovječanstvo razvija ne samo kroz svoj sopstveni napor i rad, već i kroz upotrebu dostupnih prirodnih resursa. Za klasičan primjer u ekonomiji obično se uzima zemljište kao pojam koji podrazumijeva prirodne fizičke resurse. U to vrijeme, najveći broj ljudskih društava se zasnivao na malim zemljoposjednicima. Dostupnost finansijskog kapitala tokom industrijske revolucije uvela je treći osnovni ekonomski resurs i omogućila razvoj hijerarhijskih korporacija. Ovaj period je uglavnom povezan sa centralizacijom, masovnom proizvodnjom proizvoda i standardizacijom.
U drugom dijelu industrijske revolucije otkrivena je električna energija a nešto kasnije i poluprovodnici. Ova otkrića su dovela do informatičkog, ili doba informacionih tehnologija. Među mnogobrojnim potencijalno kritičnim alatima baziranim na informacionim tehnologijama srećemo: mašine baza podataka, e-poštu, alatke vještačke inteligencije, uređaje za prenos faksimila (faks mašine), programske jezike četvrte generacije, lokalne mreže (LAN), digitalne mreže sa integrisanim servisima (ISDN), kablovske i ADSL mreže za pristup internetu, uređaje i diskove za optičko skladištenje podataka (CD-ROM, DVD i sl.), lične računare, pametne (naprednije) mobilne telefone, ručne i tablet računare, algoritme za paralelnu obradu, softver za obradu teksta, softverske pakete za inženjering pomoću računara, pakete računovodstvenog softvera, itd. Skoro sve što podržava prikupljanje, predstavljanje, prenos i korišćenje informacija, može se nazvati proizvodom informacione tehnologije.

## Elektronska obrada podataka

### Skladištenje podataka
Rani elektronski računari kao što je Kolos koristili su bušene trake, duge papirne trake na kojima su podaci prikazani nizom rupa, sada zastarelom tehnologijom.‍:178 Elektronsko skladištenje podataka, koje se koristi u modernim računarima, datira iz vremena Drugog svetskog rata, kad je jedan oblik odložene linijske memorije bio razvijen radi uklanjanja nereda iz radarskih signala, čija prva praktična primena je bila linija kašnjenja žive.‍:1 Prvo masovno spremište podataka sa randomnim pristupom je bila Vilijamsova cev, bazirana na standardnoj katodnoj cevi, ali su informacije koje su čuvane u njoj u vidu linijski odložene memorije bili nestalni, u smislu da se cev morala kontinuirano osvežavati, i stoga su podaci bivali izgubljeni po prekidu napona. Najranija forma postojanog računarskog spremišta informacija bio je magnetni bubanj, koji je izumljen 1932. godine i našao je primenu u mašini Feranti Mark 1, prvom komercijalno dostupnom elektronskom računaru opšte namene na svetu.
IBM je uveo prve tvrde diskove 1956. godine, kao komponentu njihovog 305 RAMAC računarskog sistema.‍:6 Većina digitalnih podataka u današnje vreme se čuva na magnetskim tvrdim diskovima, ili na optičkim medijima kao što je CD-ROM.‍:4–5 Do 2002 najveći deo informacija je bio uskladišten na analognim uređajima. Te godine je kapacited digitalnih uređaja za skladištenje podataka prevazišao analogne uređaje po prvi put. Godine 2007 skoro 94% podataka udkladištenih širom sveta je počivalo na digitalnim uređajima: 52% na tvrdim diskovima, 28% na optičkim uređajima i 11% na digitalnim magnetskim trakama. Po nekim procenama svetski kapacitet čuvanja informacija na elektronskim uređajima je porastao od manje od 3 eksabajta u 1986. do 295 eksabajta u 2007, udvostručujući se približno svake tri godine.

#### Baze podataka
Sistemi za upravljanje bazama podataka su se pojavili tokom 1960-tih‍:2 da bi se zadovoljila potreba za preciznim i brzim čuvanjem i pristupom velikim količinama podataka. Jedan od najranijih takvih sistema je bio IBM-ov Sistem za upravljanje informacijama (engl. Information Management System - IMS),‍:2 koji je još uvek u širokoj upotrebi, mada je prošlo više od 50 godina. IMS skladišti podatke hijerarhijski.‍:2 Tokom 1970-tih Ted Kod je predložio jedan alternativni model za relaciono skladištenje baziran na teoriji skupova i predikatnoj logici i poznatim konceptima tabela, redova i kolona. Prvi komercijalno dostupni sistem za upravljanje relacionim bazama podataka (engl. Relational database management system - RDBMS) je proizvela firma Orakl 1980. godine.‍:3
Svi sistemi za upravljanje bazama podataka sastoje se od nekoliko komponenti koje zajednički omogućavaju mnoštvu korisnika simultani pristup sačuvanim podacima uz održavanje integriteta. Karakteristika svih baza podataka je da je struktura podataka koje oni sadrže definisana i sačuvana zasebno od samih podataka, u shemi baze podataka.‍:2
Proširivi jezik za označavanje (engl. Extensible markup language - XML) je postao popularni format za predstavljanje podataka zadnjih decenija. Mada XML podaci mogu da budu sačuvani u normalnim datotečnim sistemima, oni se često čuvaju u relacionim bazama podataka da bi se iskoristila njihova „robusna implementacija verifikovana godinama teorijskih i praktičnih napora”.‍:2 Sledeći evolucioni korak je Standardizovani generalizovani jezik za označavanje (engl. Standard Generalized Markup Language - SGML), čija XML bazirana tekstualna struktura pruža prednosti formata koji je mašinski i manuelno razumljiv.‍:4

### Pristup podacima
Model relacionih baza podataka je uveo od programskog jezika nezavisni Struktuirani upitni jezik (engl. Structured Query Language - SQL), baziran na relacionoj algebri.
Termini „podaci” i „informacije” nisu sinonimni. Sve što je sačuvano su podaci, ali oni postaju informacije samo kad su organizovani i smisleno predstavljeni.‍:1–9 Većina digitalnih podataka u svetu nije struktuirana, i čuvaju se u mnoštvu različitih fizičkih formata‍:2 čak i u okviru pojedinačne organizacije. Razvoj skladišta podataka je započeo tokom 1980-tih radi integracije mnoštva različitih tipova sačuvanih podataka. Ona tipično sadrže podatke ekstrahovane iz različitih izvora, uključujući spoljašnje izvore kao što je Internet, organizovane na takav način se omogući rad sistema za podršku odlučivanja (DSS).‍:4–6

### Prenos podataka
Prenos podataka ima tri aspekta: transmisiju, propagaciju, i prijem.‍:361 On se u širem smislu može kategorisati kao vid emitovanja, pri čemu se informacija jednosmerno prenosi, ili kao telekomunikacije, pri čemu se koriste dvosmerni kanali.
XML pristup je u sve većoj meri primenjivan kao način razmene podataka od ranih 2000-tih,‍:xiii posebno u mašinski orijentisanim interakcijama kao što su one u kojima učestvuju razni mrežni protokoli, kao što je SOAP,‍:4 kojima se opisuju „podaci u tranzitu umesto ... podataka u mirovanju”.‍:xiii Jedan od izazova takve primene je konvertovanje podataka iz relacionih baza podataka u XML strukture objektnog modela dokumenta (DOM) .‍:228–31

### Manipulacija podataka
Hilbert i Lopez su identifikovali eksponencijalnu brzinu tehnoloških promena (formu Murovog zakona): mašinski aplikaciono specifični kapacitet obrade informacija po glavi stanovnika se udvostručavao približno svakih 14 meseci između 1986. i 2007. godine; kapacitet po glavi stanovnika svetskih računara opšte svrhe se udvostručavao svakih 18 meseci tokom iste dve decenije; globalni telekomunikacioni kapacitet po glavi stanovnika se udvostručavao svaka 34 meseca; svetskom kapacitetu skladištenja po glavi stanovnika je bilo potrebno oko 40 meseci da se udvostruči (svake 3 godine); i količina emitovanih informacija po glavi stanovnika se udvostručavala svakih 12,3 godina.
Masivne količine podataka se skladište svakog dana širom sveta, ali ako podaci ne mogu da budu efektivno analizirani i prezentirani, oni esencijalno počivaju u onom što se naziva grobnicama podataka: „arhivama podataka koji se retko posećuju”. Da bi se rešilo ovo pitanje, polje analize podataka – „proces otkrivanja relevantnih obrazaca i znanja iz velikih količina podataka” se pojavilo tokom kasnih 1980-tih.‍:xxiii

## Perspektiva

### Akademska perspektiva
U akademskom kontekstu, Asocijacija za računarske mašine definiše IT kao „programe dodiplomskih studija koji pripremaju učenike da zadovolje računarsko tehnološke potrebe biznisa, vlade, zdravstva, škola i drugih vrsta organizacija. ... IT stručnjaci preuzimaju odgovornost za odabir hardverskih i softverskih proizvoda pogodnih za organizaciju, integrišući te proizvode sa organizacijskim potrebama i infrastrukturom, kao i instalirajući, prilagođavajući i održavajući te aplikacije za računarske korisnike organizacije.”

### Perspektiva trgovine i zapošljavanja
Kompanije u polju informacione tehnologije se obično razmatraju kao grupa „tehničkog sektora” ili „tehničke industrije”.
U poslovnom kontekstu, Informaciono tehnološka asocijacija Amerike je definisala informacionu tehnologiju kao „proučavanje, dizajn, razvoj, primenu, implementaciju, podršku ili upravljanje računarskim informacionim sistemima”. Odgovornosti onih koji rade u ovom polju obuhvataju administraciju mreže, razvoj i instalaciju softvera, i planiranje i upravljanje tehnološkim životnim ciklusom organizacije, po kome se hardver i softver održavaju, nadograđuju i zamenjuju.
Poslovna vrednost informacione tehnologije leži u automatizaciji poslovnih procesa, pružanju informacija za donošenje odluka, povezivanju preduzeća sa svojim klijentima i obezbeđivanju produktivnih alata radi povećanja efikasnosti.
- Raspodela primene računarskog sistemskog dizajna i srodnih usluga, 2011[34]
- Zapošljavanje u oblasti računarskih sistema i srodnim uslužnim industrijama, u hiljadama, 1990-2011[34]
- Profesionalni rast i primanja u računarskim sistemima i srodnim uslugama, 2010-2020[34]
- Projekcija procentualne promene u zapošljavanju u oblasti računarskog sistemskog dizajna i srodnih usluga, 2010-2020[34]
- Projekcija prosečne godišnje procentualne promene u proizvodnji i zapošljavanju u odabranim industrijama, 2010-2020[34]

### Etička perspektiva
Polje informacione etike je uspostavio matematičar Norbert Viner tokom 1940-tih.‍:9 Neke od etičkih pitanja vezanih za korišćenje informacione tehnologije obuhvataju:‍:20–21
- Povrede autorskih prava pri preuzimanju uskladištene datoteke bez dozvole vlasnika autorskih prava
- Poslodavci koji nadziru e-poštu svojih zaposlenika i drugu upotrebu interneta
- Neželjena e-pošta
- Hakerski pristup onlajn bazama podataka
- Veb sajtovi koji instaliraju HTTP kolačiće ili spajver radi praćenja onlajn aktivnosti korisnika

## Napomene
1. ↑  "Format" refers to the physical characteristics of the stored data such as its encoding scheme; "structure" describes the organisation of that data.

## Literatura
- Alavudeen, A.; Venkateshwaran, N. (2010). Computer Integrated Manufacturing. PHI Learning. ISBN 978-81-203-3345-1.
- Bynum, Terrell Ward (2008). „Norbert Wiener and the Rise of Information Ethics”.  Ур.: van den Hoven, Jeroen; Weckert, John. Information Technology and Moral Philosophy. Cambridge University Press. ISBN 978-0-521-85549-5.
- Chaudhuri, P. Pal (2004). Computer Organization and Design. PHI Learning. ISBN 978-81-203-1254-8.
- Childress, David Hatcher (2000). Technology of the Gods: The Incredible Sciences of the Ancients. Adventures Unlimited Press. ISBN 978-0-932813-73-2.
- Dyché, Jill (2000). Turning Data Into Information With Data Warehousing. Addison Wesley. ISBN 978-0-201-65780-7.
- Han, Jiawei; Kamber, Micheline; Pei, Jian (2011). Data Mining: Concepts and Techniques (3rd изд.). Morgan Kaufman. ISBN 978-0-12-381479-1.
- Kedar, Seema (2009). Database Management Systems. Technical Publications. ISBN 978-81-8431-584-4.
- Khurshudov, Andrei (2001). The Essential Guide to Computer Data Storage: From Floppy to DVD. Prentice Hall. ISBN 978-0-130-92739-2.
- Lavington, Simon (1980). Early British Computers. Digital Press. ISBN 978-0-7190-0810-8.
- Lavington, Simon (1998). A History of Manchester Computers (2nd изд.). The British Computer Society. ISBN 978-1-902505-01-5.
- Lewis, Bryn (2003). „Extraction of XML from Relational Databases”.  Ур.: Chaudhri, Akmal B.; Djeraba, Chabane; Unland, Rainer; Lindner, Wolfgang. XML-Based Data Management and Multimedia Engineering – EDBT 2002 Workshops. Springer. ISBN 978-3540001300.
- Pardede, Eric (2009). Open and Novel Issues in XML Database Applications. Information Science Reference. ISBN 978-1-60566-308-1.
- Proctor, K. Scott (2011). Optimizing and Assessing Information Technology: Improving Business Project Execution. John Wiley & Sons. ISBN 978-1-118-10263-3.
- Ralston, Anthony; Hemmendinger, David; Reilly, Edwin D., ур. (2000). Encyclopedia of Computer Science (4th изд.). Nature Publishing Group. ISBN 978-1-56159-248-7.
- Reynolds, George (2009). Ethics in Information Technology. Cengage Learning. ISBN 978-0-538-74622-9.
- van der Aalst, Wil M. P. (2011). Process Mining: Discovery, Conformance and Enhancement of Business Processes. Springer. ISBN 978-3-642-19344-6.
- Wang, Shan X.; Taratorin, Aleksandr Markovich (1999). Magnetic Information Storage Technology. Academic Press. ISBN 978-0-12-734570-3.
- Ward, Patricia; Dafoulas, George S. (2006). Database Management Systems. Cengage Learning EMEA. ISBN 978-1-84480-452-8.
- Weik, Martin (2000). Computer Science and Communications Dictionary. 2. Springer. ISBN 978-0-7923-8425-0.
- Wright, Michael T. (2012). „The Front Dial of the Antikythera Mechanism”.  Ур.: Koetsier, Teun; Ceccarelli, Marco. Explorations in the History of Machines and Mechanisms: Proceedings of HMM2012. Springer. стр. 279–292. ISBN 978-94-007-4131-7.
- Allen, T., and M. S. Morton, eds (1994). Information Technology and the Corporation of the 1990s. New York: Oxford University Press.
- Gitta, Cosmas and South, David (2011). Southern Innovator Magazine Issue 1: Mobile Phones and Information Technology.. United Nations Office for South-South Cooperation. ISSN 2222-9280
- Price, Wilson T. (1981). Introduction to Computer Data Processing. Holt-Saunders International Editions. ISBN 978-4-8337-0012-2.
- Shelly, Gary, Cashman, Thomas, Vermaat, Misty, and Walker, Tim (1999). Discovering Computers 2000: Concepts for a Connected World. Cambridge, Massachusetts: Course Technology.
- Webster, Frank, and Robins, Kevin (1986). Information Technology – A Luddite Analysis. Norwood, NJ: Ablex.

## Spoljašnje veze
- Материјали за учење везани за чланак Informaciona tehnologija на Викиверзитету